# Mouse Trap (videogioco 1981)
Mouse Trap è un videogioco del genere labirinto simile al classico Pac-Man della Namco. Creato nel 1981 da Exidy, è stato portato su tre diverse console casalinghe, ovvero Atari 2600, ColecoVision e Intellivision.

## Modalità di gioco
Mouse Trap non è considerato un clone di Pac-Man, perché il giocatore controlla un topo attraverso un labirinto (che cambia con l'avanzare dei livelli) con lo scopo di mangiare tutti i pezzi di formaggio presenti. È ostacolato in questa impresa da gatti e falchi.
Nel labirinto sono presenti delle porte gialle, rosse e blu che possono essere aperte o chiuse dal giocatore premendo un pulsante del corrispondente colore. Durante il gioco se si raccolgono degli ossi (come fossero pillole energetiche), il topo si trasforma in cane e può scacciare i gatti; potrà anche metterne da parte uno, potendo trasformarsi in cane nel momento in cui lo desidera premendo un pulsante a forma di testa di cane. Vi è un ulteriore nemico che compare solo a partita inoltrata, costituito da un falco, il quale attacca il giocatore sia nella forma di topo che di cane; solo passando dalla zona centrale dello schermo con la scritta "IN" salva il giocatore dall'attacco del falco, che inizia a volteggiare liberamente. L'accesso ad "IN" teltrasporta però a caso il topo in uno dei quattro angoli del livello.
Infine, sono presenti trentadue diversi oggetti bonus che danno un premio in punti aggiuntivo, che cambiano in sequenza: quando il giocatore mangia l'ultimo, la sequenza riparte dal primo.

## Conversioni e cloni
Coleco pubblicò un porting di Mouse Trap per la sua console ColecoVision. Il gioco differisce per la presenza di quindici premi bonus invece che trentadue, per la possibilità di eliminare dal gioco il falco e per effetti sonori differenti. La versione per Intellivision presenta un allarme sonoro che avverte il giocatore dell'imminente ingresso nel livello di un gatto; l'adattamento ha una qualità grafica inferiore rispetto a quella del gioco originale.
Coleco offrì il gioco anche per Atari 2600, adattando la grafica e la giocabilità alle capacità di questa piattaforma: i muri sono più squadrati e le porte differiscono da questi solo perché lampeggianti. Manca il falco e l'area "IN" nonché i premi bonus, i gatti sono tre anziché sei e tutte le porte si muovono all'unisono.

## Musica
Nel 1982 Mouse Trap ha ispirato una canzone del duo Buckner & Garcia con l'omonimo titolo, inserita nell'album Pac-Man Fever. La canzone parla del gioco e contiene effetti sonori e melodie originali.